# Saint-Pierre-de-Chartreuse
Saint-Pierre-de-Chartreuse là một xã của tỉnh Isère, thuộc vùng Auvergne-Rhône-Alpes, đông nam nước Pháp.